# Sadie Ama
Sadie Ama (* 19. August 1987 in Paddington, London; eigentlich Mercedes Louise Hall) ist eine englische R&B-Sängerin.

## Karriere
Sadie ist die jüngere Schwester von Shola Ama; beide stammen aus einer musikalischen Familie. In ihrer Kindheit stand Sadie Ama schon als Model vor der Kamera und trat in vielen Musikvideos auf. Im Video zu Mama von den Spice Girls spielte sie Mel B als Kind. Bei den Top-10-Hits Broken Silence der So Solid Crew und 50/50 von Lemar war sie ebenso im Video zu sehen. Dadurch bekam sie auch Zugang zur Grime- und R&B-Szene und 2004 machte sie dann ihre erste eigene professionelle Aufnahme: So Sure, unterstützt vom Rapper Kano und produziert von Terror Danjah. Das Lied hinterließ Eindruck in der Underground-Szene und kam auf mehrere Sampler-Alben.
Danach konzentrierte sich Sadie Ama erst einmal auf ihren Schulabschluss und unternahm 2006 einen weiteren Anlauf. Sie bereitete eine neue Singleveröffentlichung vor und bei der BBC-Prognose Sound of 2007 erreichte sie Platz 4. Das Lied Fallin’ wurde im Januar 2007 veröffentlicht, kam aber nicht über Platz 67 der Charts hinaus. Bei den MOBO Awards erhielt sie eine Nominierung in der Kategorie Newcomer. Es gelang ihr jedoch nicht, an diesen Einstieg anzuknüpfen und weitere erfolgreiche Veröffentlichungen folgen zu lassen, obwohl ein Album schon in Vorbereitung gewesen war. Auch aus dem Projekt A-List von Wiley, an dem sie sich mit ihrer Schwester beteiligte, wurde nichts.
Erst Ende 2016 machte die Sängerin wieder auf sich aufmerksam, als sie Tom Zanetti bei dessen Hit You Want Me unterstützte.

## Diskografie
Lieder
- 2004: So Sure (feat. Kano)
- 2007: Fallin’
- 2008: Those Were the Days (DMP versus Sadie Ama)

Gastbeiträge
- 2016: You Want Me / Tom Zanetti feat. Sadie Ama